# Екотон
Екотон је гранична област између два суседна екосистема. Едафски и климатски фактори који делом условљавају карактер екосистема, могу условљавати и облик екотона који се јавља између њих. Иако границе могу постојати и као нагле промене у еколошким карактеристикама, најчешће су то зоне постепеног прелаза, у којима постоје преклапања и залажења карактеристика једног екосистема у други. Ово може значити да екотон поседује већи број врста и гушће популације у односу на оне присутне у суседним екосистемима. Могу бити присутне и врсте које не постоје у суседним екосистемима. Тенденција екотона да поседује и сопствене карактеристике назива се ефекат ивице (енгл. edge effect).
Поједини екотонови су стабилни током времена, док се други мењају или мигрирају. Ове појаве су израженије у условима мењања климе. Анализе екотона су најчешће интегрални део општег истраживања екосистема, мада постоје и појединачна истраживања посебних облика екотонова.